# 埼玉県内市町村指定文化財一覧
埼玉県内市町村指定文化財一覧（さいたまけんないしちょうそんしていぶんかざいいちらん）は、埼玉県内の市町村指定文化財の一覧である。

## 市部
- さいたま市指定文化財一覧
- 川越市指定文化財一覧
- 熊谷市指定文化財一覧
- 川口市指定文化財一覧
- 行田市指定文化財一覧
- 秩父市指定文化財一覧
- 所沢市指定文化財一覧
- 飯能市指定文化財一覧
- 加須市指定文化財一覧
- 本庄市指定文化財一覧
- 東松山市指定文化財一覧
- 春日部市指定文化財一覧
- 狭山市指定文化財一覧
- 羽生市指定文化財一覧
- 鴻巣市指定文化財一覧
- 深谷市指定文化財一覧
- 上尾市指定文化財一覧
- 草加市指定文化財一覧
- 越谷市指定文化財一覧
- 蕨市指定文化財一覧
- 戸田市指定文化財一覧
- 入間市指定文化財一覧
- 朝霞市指定文化財一覧
- 志木市指定文化財一覧
- 和光市指定文化財一覧
- 新座市指定文化財一覧
- 桶川市指定文化財一覧
- 久喜市指定文化財一覧
- 北本市指定文化財一覧
- 八潮市指定文化財一覧
- 富士見市指定文化財一覧
- 三郷市指定文化財一覧
- 蓮田市指定文化財一覧
- 坂戸市指定文化財一覧
- 幸手市指定文化財一覧
- 鶴ヶ島市指定文化財一覧
- 日高市指定文化財一覧
- 吉川市指定文化財一覧
- ふじみ野市指定文化財一覧
- 白岡市指定文化財一覧

## 北足立郡
- 伊奈町指定文化財一覧
  - 松平伊豆守信綱より拝領の短刀と硯箱
  - 鉄造阿弥陀如来立像
  - 伊奈氏屋敷跡の原形図

## 入間郡
- 三芳町指定文化財一覧
  - 旧池上家住宅
  - 島田功家住宅
- 毛呂山町指定文化財一覧
- 越生町指定文化財一覧

## 比企郡
- 滑川町指定文化財一覧
- 嵐山町指定文化財一覧
- 小川町指定文化財一覧
- 川島町指定文化財一覧
- 吉見町指定文化財一覧
- 鳩山町指定文化財一覧
- ときがわ町指定文化財一覧

## 秩父郡
- 横瀬町指定文化財一覧
- 皆野町指定文化財一覧
- 長瀞町指定文化財一覧
- 小鹿野町指定文化財一覧
- 東秩父村指定文化財一覧

## 児玉郡
- 美里町指定文化財一覧
  - 関の獅子舞
  - 後藤の朱槍
- 神川町指定文化財一覧
- 上里町指定文化財一覧

## 大里郡
- 寄居町指定文化財一覧

## 南埼玉郡
- 宮代町指定文化財一覧
  - 進修館
  - 加藤家住宅

## 北葛飾郡
- 杉戸町指定文化財一覧
- 松伏町指定文化財一覧
  - 東陽寺庚申塔群
  - 築比地下神社庚申塔群